# Herman Wilhelm Bissen
Herman Wilhelm Bissen (Schleswig, 1798 – Copenaghen, 1868) è stato uno scultore danese.
Studente a Roma (1824), Bissen fu esponente del rigido neoclassicismo iniziato da Bertel Thorvaldsen per poi sconfinare nel verismo.
Negli anni della sua attività Bissen fu costruttore di monumenti e opere pubbliche, spesso con l'aiuto del figlio Christian Gottlieb Bissen.
Negli anni dieci del XIX secolo, strinse una profonda amicizia con il pittore tedesco Johann August Krafft.
Lo scultore Johannes Takanen fu brevemente suo allievo.